# Lampo (Gianmaria Testa)
Ne doit pas être confondu avec Lampo (chien).
Albums de Gianmaria Testa
Extra-muros
(1996) Il valzer di un giorno
(2000)
Lampo est un album de Gianmaria Testa paru le 19 février 1999 chez Warner Music et réédité en 2007 sur le label Le Chant du Monde d'Harmonia Mundi.

## Historique de l'album
Le titre Polvere di gesso a été utilisé par Mathieu Amalric pour intégrer la bande originale de son film Le Stade de Wimbledon (2002) et constituer la musique de la bande annonce.

## Liste des titres de l'album
1. La tua voce - 3:01
2. Polvere di gesso - 5:06
3. Petite reine - 3:39
4. Non ti aspetto più - 2:32
5. Lucia di notte - 4:57
6. L'albero del pane - 4:31
7. Biancaluna - 3:19
8. Lampo - 3:15
9. Gli amanti di Roma - 3:20
10. Comete - 5:06
11. Quello che vale - 3:07
12. Canzone del tempo che passa - 1:24